# Helikáza

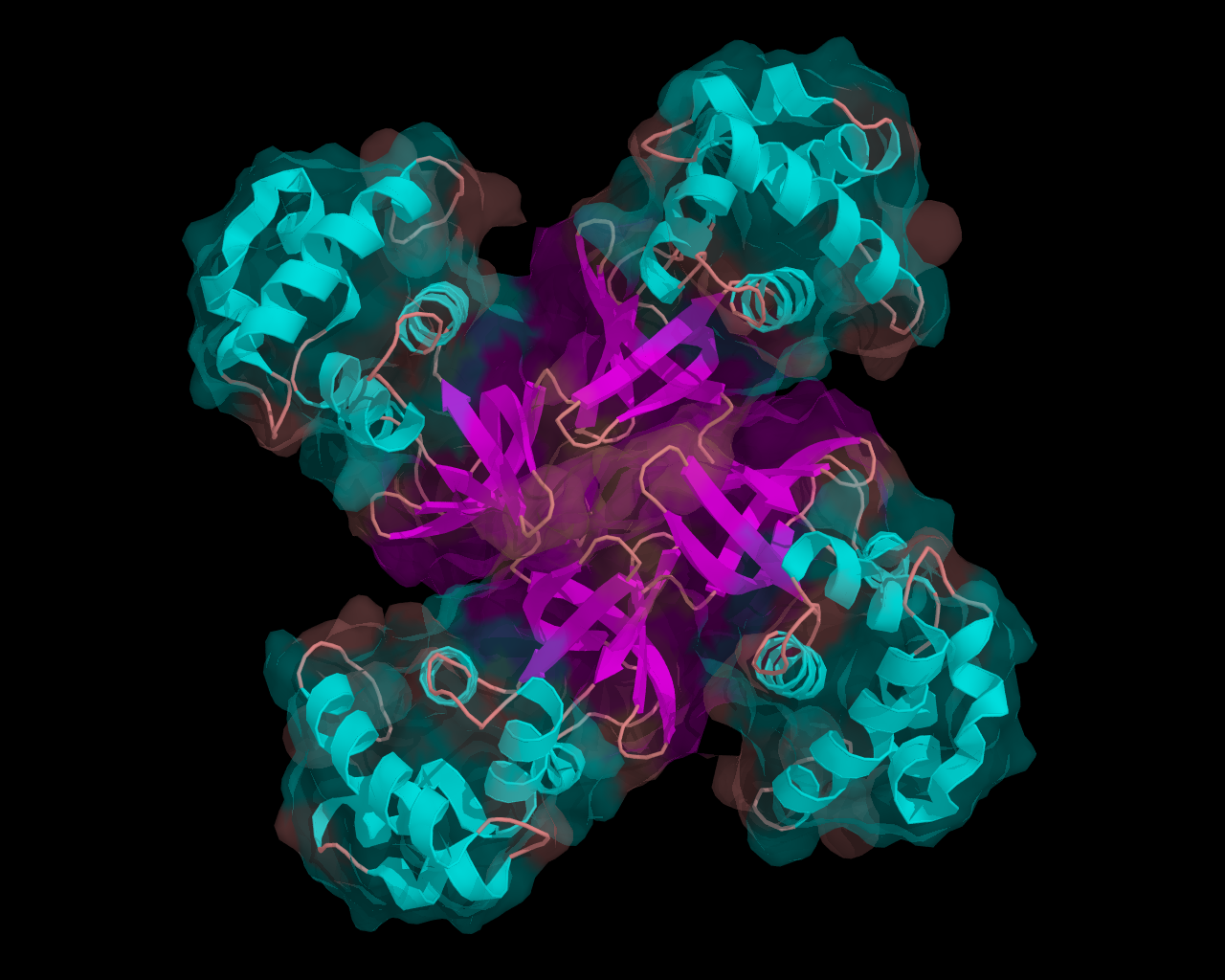
Struktura E. coli helikáza RuvA

Helikáza je enzym účastnící se zejména replikace DNA. Je to protein, který se pohybuje přímo podél fosfodiesterových vazeb nukleové kyseliny a rozděluje dvoušroubovici do dvou izolovaných vláken (např. DNA, RNA nebo hybridní DNA-RNA) za použití energie z nukleotidové hydrolýzy.
Správné rozpletení dvoušroubovice je klíčovým okamžikem v procesech buněčného života zahrnující replikaci (Replikace DNA), transkripci (Transkripce (DNA)), rekombinaci a opravu poškozené DNA.